# Sinaida Sergejewna Iwanowa

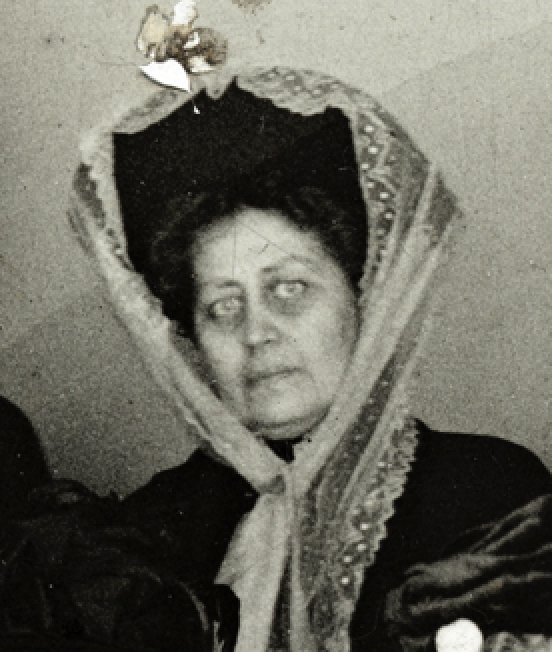
Sinaida Iwanowa auf dem Internationalen Frauenwahlrechtskongress in London (1909)

Sinaida Sergejewna Iwanowa, (russisch Зинаида Сергеевна Иванова; * 1865 im Distrikt Sytschowka; † 24. August 1913 in Wladykino bei Moskau) war eine russische Übersetzerin, Schriftstellerin und Feministin. Sie veröffentlichte meist unter den Pseudonymen N. Mirovich russisch Н. Мирович und Zinaida Mirovich.

## Biographie
Sinaida Iwanowa wurde 1865 im Distrikt Sytschowka in der westrussischen Oblast Smolensk geboren. Sie wuchs in Moskau auf und studierte an der Moskauer Eliteuniversität für Frauen Vysshiye Zhenskiye Kursy, wo sie 1897 ihren Abschluss machte. Kurz darauf heiratete sie und arbeitete ehrenamtlich bei der Moskauer Kommission für die Organisation der Hauslektüre (Moskovskaia Kommissiia po Organizatsii Domashnego Chteniia). Sie sprach neben ihrer Muttersprache Russisch fließend Englisch, Französisch, Deutsch, Norwegisch und Finnisch. Sie begann freiberuflich zu schreiben und zu  übersetzen. Als dies in den ersten Jahren des ersten Jahrzehnts des 20. Jahrhunderts bald nicht mehr möglich war, unternahm sie Vortragsreisen, um ihr Einkommen aufzubessern. Iwanowa starb am 24. August 1913 in Wladykino, damals einem Vorort von Moskau, heute namengebend für eine Moskauer U-Bahnstation.

## Wirken
Kurz nach ihrer Heirat begann sie, unter den Pseudonymen N. Mirovich und Zinaida Mirovich über frauenpolitische Themen zu schreiben, wobei sie sich besonders mit der Französischen Revolution beschäftigte. Sie übersetzte mehrere der bekanntesten Stücke des norwegischen Dramatikers Henrik Ibsen ins Russische. Iwanowa nahm 1899 am Londoner Kongress des International Council of Women teil und sprach 1904 und 1906 auf den Kongressen der International Woman Suffrage Alliance über den Stand der russischen Frauenbewegung. Ihre ausgezeichneten Englischkenntnisse ermöglichten es ihr, viel Zeit in Großbritannien zu verbringen, auf Frauenwahlrechtskundgebungen im Londoner Hyde Park zu sprechen und den Essay Die Hörigkeit der Frau des englischen Philosophen John Stuart Mill ins Russische zu übersetzen. Iwanowa war eine der Gründerinnen der Allrussischen Union für die Gleichberechtigung der Frau (russisch Всероссийский союз равноправия женщин) während der Russischen Revolution von 1905. Sie trat der Allrussischen Liga für Frauenrechte und später der Russischen Liga für die Gleichberechtigung der Frauen (russisch Всероссийская лига равноправия женщин) bei, nachdem sich die Union 1908 aufgelöst hatte.